# Roy J. Glauber
Roy Jay Glauber, född 1 september 1925 i New York, död 26 december 2018 i Newton, Massachusetts, var en amerikansk fysiker vid Harvard University. Han tilldelades Nobelpriset i fysik år 2005 tillsammans med John L. Hall och Theodor W. Hänsch. Han tilldelades halva priset
"för hans bidrag till den kvantmekaniska teorin för optisk koherens".